# 旭川 Harete
旭川 Harete（あさひかわ はれて）は北海道旭川市にある飲食店街。地元出身のタレント・杉村太蔵のプロデュースによる施設であり、杉村が社長を務める「株式会社CocoHarete」が運営する。「Asahikawa Harete」「旭川はれて」等、複数の表記が存在する。

## 歴史
- 2022年7月10日　グランドオープン[1]。

## 店舗
25店の飲食店が入居する（グランドオープン時点）。「いわゆるインキュベーション施設の飲食店版」を目指しており、出店者のリスクを極力抑えているのが特徴で、杉村は「成功したらここを卒業して、買物公園や旭川市内の空き店舗で店を構えてもらう」のを目標と語っている。
全店舗で決済はキャッシュレス推奨となっている。なおオープン当初は「現金決済不可」だったが、2025年現在は現金も使えるようになっている。

## その他
- 「旭川ここはれて」という名称にする案もあったが、ここだけが晴れるのではなく、旭川全体が晴れるようにと「旭川はれて」になった。
- 買物公園を挟んで、旭川フードテラスの真向かいに位置する。
- 2号店として山口県下関市唐戸の唐戸商店街に「唐戸 Harete」を出店している[4]。当初は2023年夏オープンを予定していたが、実際は遅れて2024年1月25日オープンとなった。

## アクセス
JR旭川駅から徒歩10分ほど。中心部にあるホテルからも近い。また平和通買物公園とも隣接している。